# Dylan Flores
Dylan Armando Flores Knowles, meglio noto come Dylan Flores (Desamparados, 30 maggio 1993), è un calciatore costaricano, centrocampista del Cartaginés.

## Caratteristiche tecniche
È un trequartista.

## Carriera

### Nazionale
Ha esordito con la nazionale costaricana il 17 novembre 2018 in occasione dell'amichevole vinta 3-2 contro il Cile.